# Храм Рождества Христова (Тула)
Храм Рождества Христова (Христорождественская церковь в Чулковой слободе) — православный храм в Туле, один из старейших в городе.

## История
В селе Рождественском, на месте которого находится нынешнее Чулково, в XVII веке была Рождественская церковь (деревянная или каменная — неизвестно), по которой и называлось село. По поводу возведения ныне существующего храма существует несколько версий. По одной из них, он сооружен Никитой Демидовым, то есть строительство его начато не позднее 1725 года. По другой — сыном Никиты Акинфием в 1732 году, по третьей — на пожертвования прихожан. Христорождественская церковь, в названии церкви иногда добавлялось уточнение «что в Чулковской слободе», была возведена в стиле петровского барокко, от которого в процессе позднейших перестроек практически ничего не осталось. Здание церкви неоднократно обновлялось, перестраивалось и расширялось.

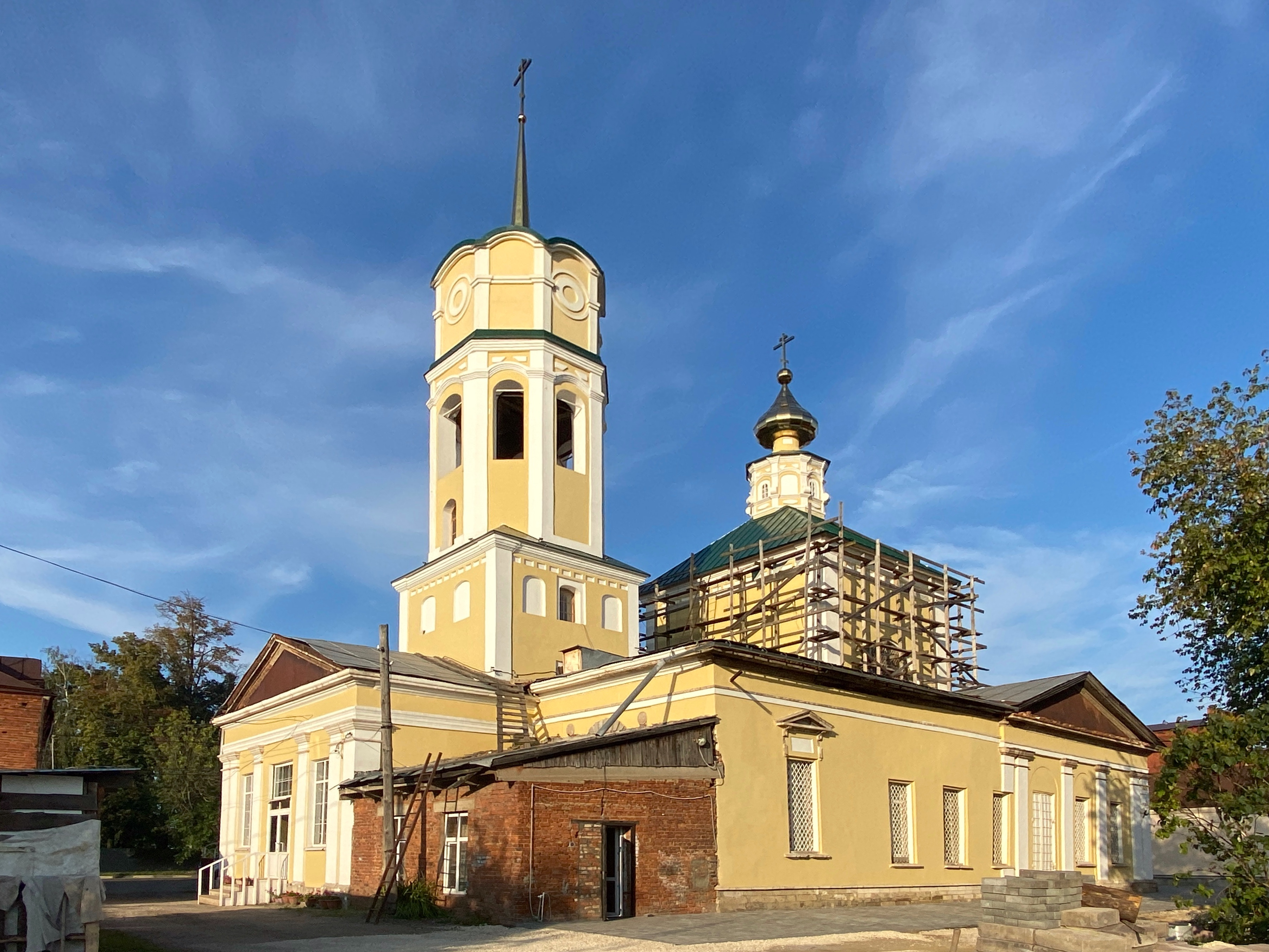
Реставрационные работы в 2023 году

Спустя 11 лет после открытия мощей святителя Димитрия Ростовского, в 1764 году, прихожане подали прошение епископу Коломенскому и Каширскому о дозволении пристроить к церкви Рождества Христова каменный придел во имя этого святителя. По этому приделу в середине XIX века нередко называли всю церковь, а в день памяти Димитрия Ростовского устраивали торжественный ход в неё из кафедрального Успенского собора. В 1811 году священнослужители Христорождественской церкви и её прихожане обратились к преосвященному Амвросию с прошением о постройке ещё одного придела. В 1816 году был освещён новый придел — во имя святых страстотерпцев Бориса и Глеба, — пристроенный с севера в формах раннего классицизма. В 1821 году в алтаре придела Димитрия Ростовского были обнаружены трещины. Этот придел разобрали и отстроили вновь. Работы велись под попечительством оружейного мастера Ивана Тимофеевича Зайкова. Навершие колокольни было искажено в 1867 году. Изначально оно представляло собой барабан с изящной барочной главкой, подобной главке основного объёма храма. После перестройки колокольня получила завершение в виде восьмигранника, увенчанного шпилем.
Из икон храма отличался древностью образ Рождества Христова, по преданию, бывший местным ещё в деревянной церкви. Особым чествованием, как чудотворные, пользовались Корсунская икона Божией Матери и икона святителя Димитрия Ростовского. К западу от храма стоит небольшой двухэтажный кирпичный дом в русском стиле. Здесь в 1894 году была открыта церковноприходская школа.
С Христорождественской церковью связано предание, что в церкви заканчивался длинный подземный ход, шедший от кремля, позволивший спастись некоторым сподвижникам Ивана Болотникова.
Храм закрыли по постановлению исполкома Тульского областного Совета депутатов трудящихся от 3 апреля 1940 года. Решение было принято по ходатайству Тульского горисполкома, а также граждан с предприятий артели «Детская гармония», артели «Тулгармония», Госгармонной фабрики ТООМП, артели «Водоканал», артели «Тульский металлист» и других организаций, в том числе собрания домашних хозяек. В решении также принималось во внимание, что в районе имеется другое здание, которое можно будет использовать для отправления религиозных обрядов верующими.
Здание Христорождественской церкви использовали под гараж и склады. Позже в нём размещался склад Тульской филармонии. Постановлением главы администрации Тульской области от 11 декабря 1991 года зданиям бывшей Христорождественской церкви и церковноприходской школы при ней был присвоен статус памятника регионального значения. етом 2012 года было принято решение о передаче храма Тульской епархии. 6 августа состоялся молебен возле северного придела храма во имя Бориса и Глеба. 4 октября 2012 года в храме состоялась первая Божественная Литургия, которую совершил митрополит Тульский и Ефремовский Алексий. С этого времени в храме регулярно совершаются Богослужения. 17 декабря 2019 года на колокольне храма был установлен новый шпиль.

## Источник
- Лозинский Р. Р. «Страницы минувшего».